# Louis-Auguste Moreaux
Pour les articles homonymes, voir Moreaux.
Ne doit pas être confondu avec Louis Auguste Moreau ou Auguste Moreau.
Louis-Auguste Moreaux, né à Rocroi le 7 mars 1817 et mort à Rio de Janeiro le 30 octobre 1877 , est un artiste peintre franco-brésilien.

## Biographie
Il est le frère et l'élève de François-René Moreaux, également peintre. Son autre frère Léon Charles-Florent Moreaux est lui aussi peintre.
Il participe aux Salons de Paris en 1836 et 1837, où il présente des portraits, ainsi qu'à celui de 1838, où il présente un Faust.
Il part au Brésil cette même année. Après avoir été au nord-est puis au sud du pays (dans les États de Pernambouc, Bahia et Rio Grande do Sul), les deux frères s'installent à Rio de Janeiro.
Il participe en 1841 à la II Exposição Geral de Belas Artes (« Deuxième Exposition générale des beaux-arts »), où il obtient la médaille d'or pour sa toile Alta de Mineiros (« la révolte des mineurs »). Il participe également aux deux éditions suivantes.

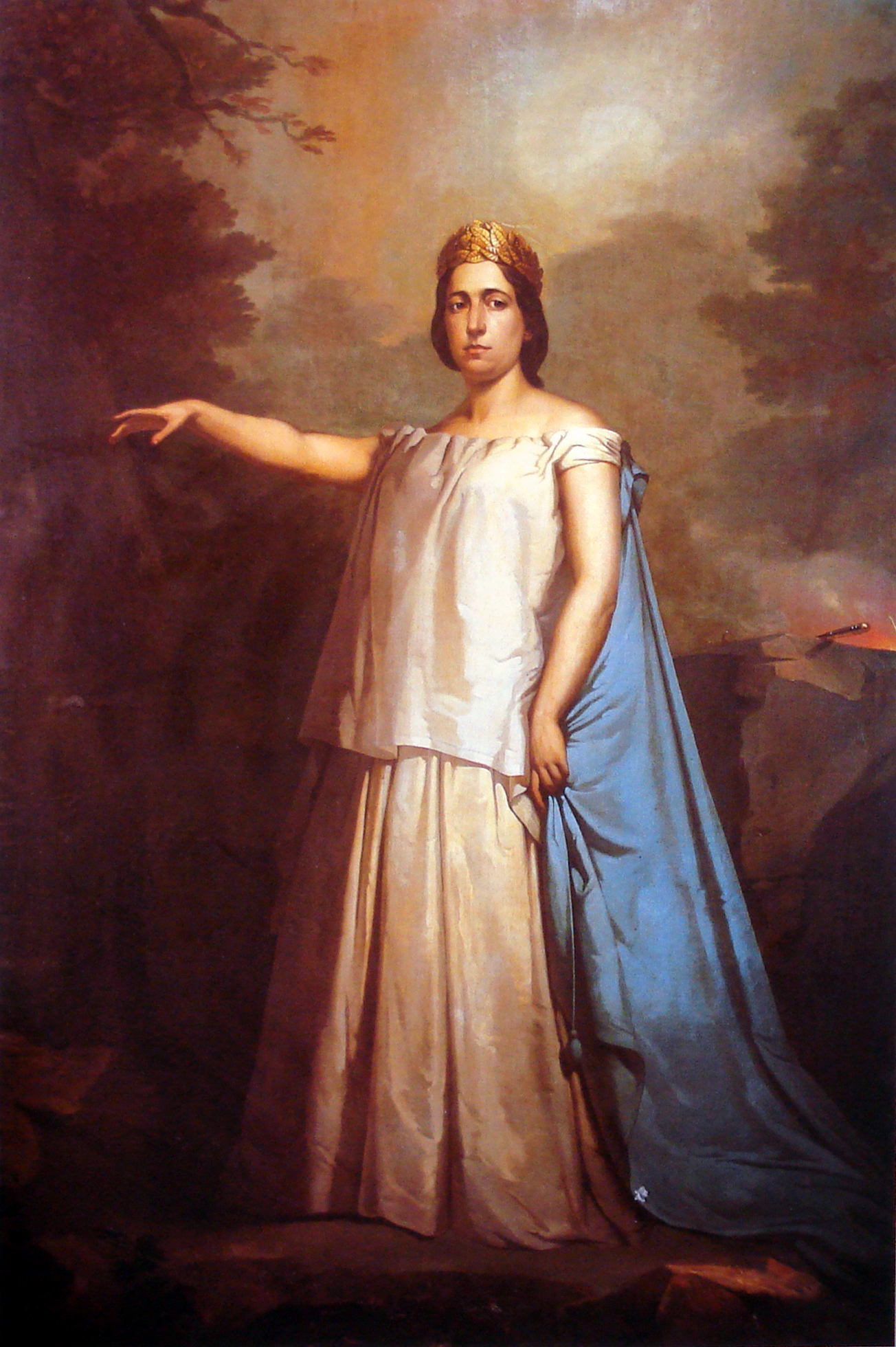
A Actriz Lagrange como Norma, n. d., Musée national des beaux-arts, Rio de Janeiro.

En 1843, il reçoit le titre de chevalier de l'Ordre de la Rose pour son œuvre Jesus Cristo e o Anjo (« Jésus Christ et l'Ange »). Une autre œuvre qui a eu beaucoup de succès est le portrait A Actriz Lagrange como Norma (l'actrice Lagrange jouant Norma dans le film A Desposada de Lammermor), qui a reçu les éloges de l'exigeant Luiz Gonzaga Duque Estrada.

## Œuvre

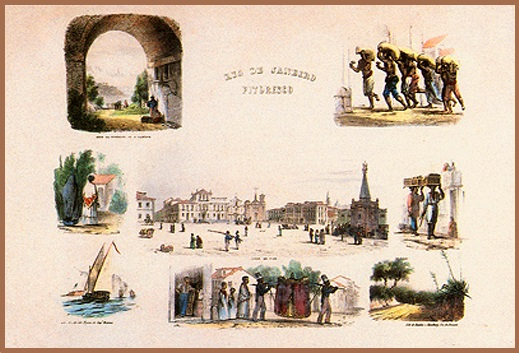
, tiré de l'album, publié en 1842.

Il s'intéresse d'abord beaucoup aux paysages et aux coutumes brésiliens au gré de ses voyages, comme dans Negra Lavadeira do Rio (n. d., « Noire lavandière de Rio »), Quatro Assuntos da Flora Brasileira (n. d., « Quatre sujets de la flore brésilienne ») ou Gaúcho Tomando Mate (n. d., « Gaucho prenant du maté »).
L'historien de l'art Quirino Campofiorito note que Moreaux innove dans l'art de l'époque en abordant des thèmes qui le sont peu dans des peintures de grand format : « Bien que les frères Moreaux s'inscrivent parmi ceux qui ont démontré une certaine curiosité pour ce que les gens et la nature de la terre qui les a accueillis révèlent d'original, ils n'ont pu se distancier, dans leurs productions, des aspects généraux que l'on ressent dans notre art, au XIXe siècle, tout en étant influencés par l'enseignement académique français qu'ils transposent avec leurs éléments les plus radicaux. »
Le critique d'art Gonzaga Duque voit dans Rancho de Mineiros (n. d., « Ranch de mineurs ») des personnages admirés pour leur naturel et grâce avec lesquels ils ressortent de la scène nocturne, illuminés par la clarté d'un feu.
Il traite aussi beaucoup les thèmes historiques et les portraits, réalisés dans un style romantique. Il réalise ainsi beaucoup de portraits des personnalités de l'époque, comme l'empereur du Brésil Pierre II, Saldanha Marinho (pt), Alfredo d'Escragnolle Taunay, visconte de Taunay. Pour Gonzaga Duque, les peintures qu'il réalise pour l'empereur représentant les personnages historiques Pedro Álvares Cabral, Afonso de Albuquerque et Vasco de Gama, ont été exécutées avec une subtilité et une habileté singulières. Le portrait de l'actrice Lagrange avait déjà dépassé toutes ses œuvres de genre, aussi bien du point de vue de la couleur que de la composition : « les tonalité est fraîche et douce, la diffusion de la lumière est douce et se répand lentement, les mi-teintes et les reflets font jeu avec une perfection inimitable. Le bras gauche, nu, tendu dans l'espace en ligne horizontale, est d'une carnation parfaite, d'un modèle sculptural. Toute la figure est imposante, majestueuse. »
En collaboration avec Louis Buvelot, il réalise une série de chromolithographies et de daguerréotypes de scènes de genre et de paysages de Rio de Janeiro, réunies dans l'album Rio de Janeiro Pitoresco (« Le Rio de Janeiro Pittoresque »), publié en 1842. Ils fondent un studio photographique, actif de 1845 à 1956, et obtiennent le titre de photographes de la Maison Royale.

## Expositions

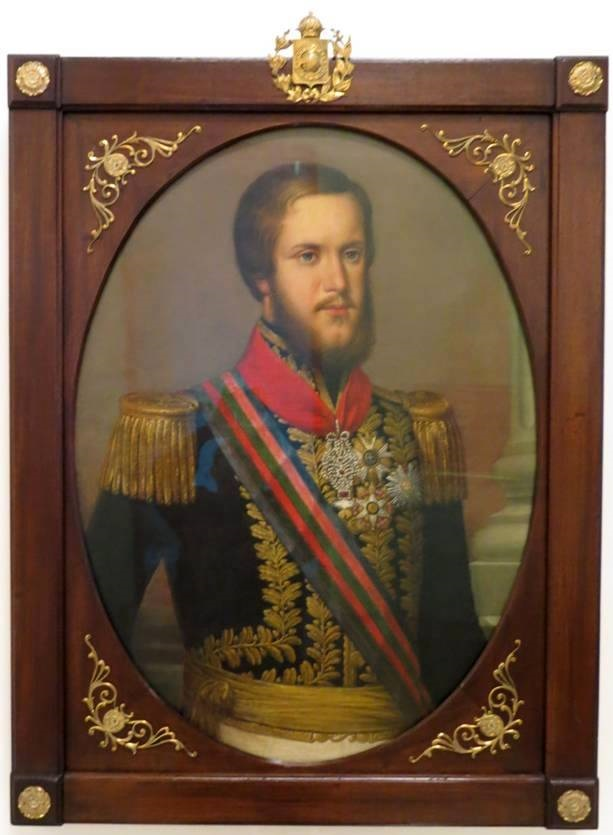
Portrait de l'empereur du Brésil Pierre II (1845).

Il a participé à de nombreuses expositions importantes brésiliennes et plusieurs rétrospectives posthumes ont également été organisées :
Exposition Général des beaux-arts
- 1841 : 2e éd., Académie impériale des beaux-arts, Rio de Janeiro — médaille d'or
- 1842 : 3e éd., Académie impériale des beaux-arts, Rio de Janeiro
- 1843 : 4e éd., Académie impériale des beaux-arts, Rio de Janeiro — Chevalier de l'Ordre de la Rose
- 1844 : 5e éd., Académie impériale des beaux-arts, Rio de Janeiro
- 1845 : 6e éd., Académie impériale des beaux-arts, Rio de Janeiro
- 1846 : 7e éd., Académie impériale des beaux-arts, Rio de Janeiro
- 1847 : 8e éd., Académie impériale des beaux-arts, Rio de Janeiro
- 1848 : 9e éd., Académie impériale des beaux-arts, Rio de Janeiro
- 1849 : 10e éd., Académie impériale des beaux-arts, Rio de Janeiro
- 1850 : 11e éd., Académie impériale des beaux-arts, Rio de Janeiro
- 1860 : 14e éd., Académie impériale des beaux-arts, Rio de Janeiro

Exposition nationale
- 1866, 2e éd., Casa da Moeda do Brasil (pt), Rio de Janeiro

Expositions posthumes
- 1984 : Tradição e Ruptura: síntese de arte e cultura brasileiras (« Tradition et rupture : synthèse de l'art et de la culture brésiliens »), Fundação Bienal de São Paulo (pt)
- 1990 : Missão Artística Francesa e Pintores Viajantes: França - Brasil no século XIX (« Mission artistique française et peintres voyageurs : France - Brésil au XIXe siècle »), Fundação Casa França-Brasil, Rio de Janeiro
- 1999 : O Brasil Redescoberto (« Le Brésil redécouvert »), Palais impérial de Rio de Janeiro
- 2000 : Brasil + 500 Mostra do Redescobrimento. Arte do Século XIX (« Brésil + 500e Exposition de la Redécouverte. Art du XIXe siècle »), Fundação Bienal, São Paulo
- 2000 : Visões do Rio na Coleção Geyer (« Vues de Rio dans la Coll. Geyer »), Centro Cultural Banco do Brasil, Rio de Janeiro